# Ettenhausen an der Suhl
Ettenhausen an der Suhl là một đô thị trong huyện Wartburg ở bang Thüringen, Đức. Đô thị này có diện tích 5,37 km².